# Cressona
Cressona es un borough ubicado en el condado de Schuylkill en el estado estadounidense de Pensilvania. En el año 2000 tenía una población de 1.635 habitantes y una densidad poblacional de 617.9 personas por km².

## Geografía
Cressona se encuentra ubicado en las coordenadas 40°37′49″N 76°11′35″O / 40.63028, -76.19306.

## Demografía
Según la Oficina del Censo en 2000 los ingresos medios por hogar en la localidad eran de $39,783 y los ingresos medios por familia eran $42,292. Los hombres tenían unos ingresos medios de $33,807 frente a los $21,563 para las mujeres. La renta per cápita para la localidad era de $18,285. Alrededor del 3.7% de la población estaba por debajo del umbral de pobreza.